# آل الهدار

تعديل مصدري - تعديل

آل الهدار هي إحدى قرى عزلة  الوضيع بمديرية الوضيع التابعة لمحافظة أبين، بلغ تعداد سكانها 132 نسمة حسب تعداد اليمن لعام 2004.